# Federació de Futbol dels Estats Units
La Federació de Futbol dels Estats Units, també coneguda per les sigles USSF o US Soccer (en anglès: United States Soccer Federation), és l'òrgan de govern del futbol als Estats Units. Va ser creada l'any 1913, presidida per Gustav Randolph Manning, i l'any següent va afiliar-se a la Federació Internacional de Futbol Associació (FIFA).
La USSF és membre de la Unió Nord-americana de Futbol (NAFU) i de la Confederació del Nord, Centreamèrica i el Carib de Futbol Associació (CONCACAF) des de 1961.
La USSF és la responsable d'organitzar el futbol de totes les categories i les respectives seleccions nacionals, incloses les de futbol femení, futbol sala i la Selecció de futbol dels Estats Units i la Selecció femenina de futbol dels Estats Units.
La Major League Soccer és la principal competició de lliga que organitza la USSF. Va ser creada l'any 1993 i la disputen vint-i-sis equips agrupats en dues conferències: Conferència Est i Conferència Oest. Tres dels equips participants pertanyen a l'Associació Canadenca de Futbol. El campió de la temporada regular rep l'Escut dels seguidors de l'MLS (MLS Supporters' Shield). Els 14 millors equips classificats de la temporada regular es classifiquen per al torneig d'eliminació directa denominat MLS Cup Playoffs que acaba amb el partit final de la Copa MLS.
La segona competició més important que organitza la USSF és la USL Championship, antigament coneguda com a United Soccer League (USL). Va ser creada l'any 2010 i la disputen trenta-cinc equips.